# Acentronura
Acentronura är ett släkte av fiskar. Acentronura ingår i familjen kantnålsfiskar.
Kladogram enligt Catalogue of Life:
| Acentronura | \| \| Acentronura dendritica \| \| \| \| \| \| Acentronura gracilissima \| \| \| \| \| \| Acentronura tentaculata \| \| \| \| |
|             | \| \| Acentronura dendritica \| \| \| \| \| \| Acentronura gracilissima \| \| \| \| \| \| Acentronura tentaculata \| \| \| \| |
|             | Acentronura dendritica |
|             | |
|             | Acentronura gracilissima |
|             | |
|             | Acentronura tentaculata |
|             | |

## Bildgalleri

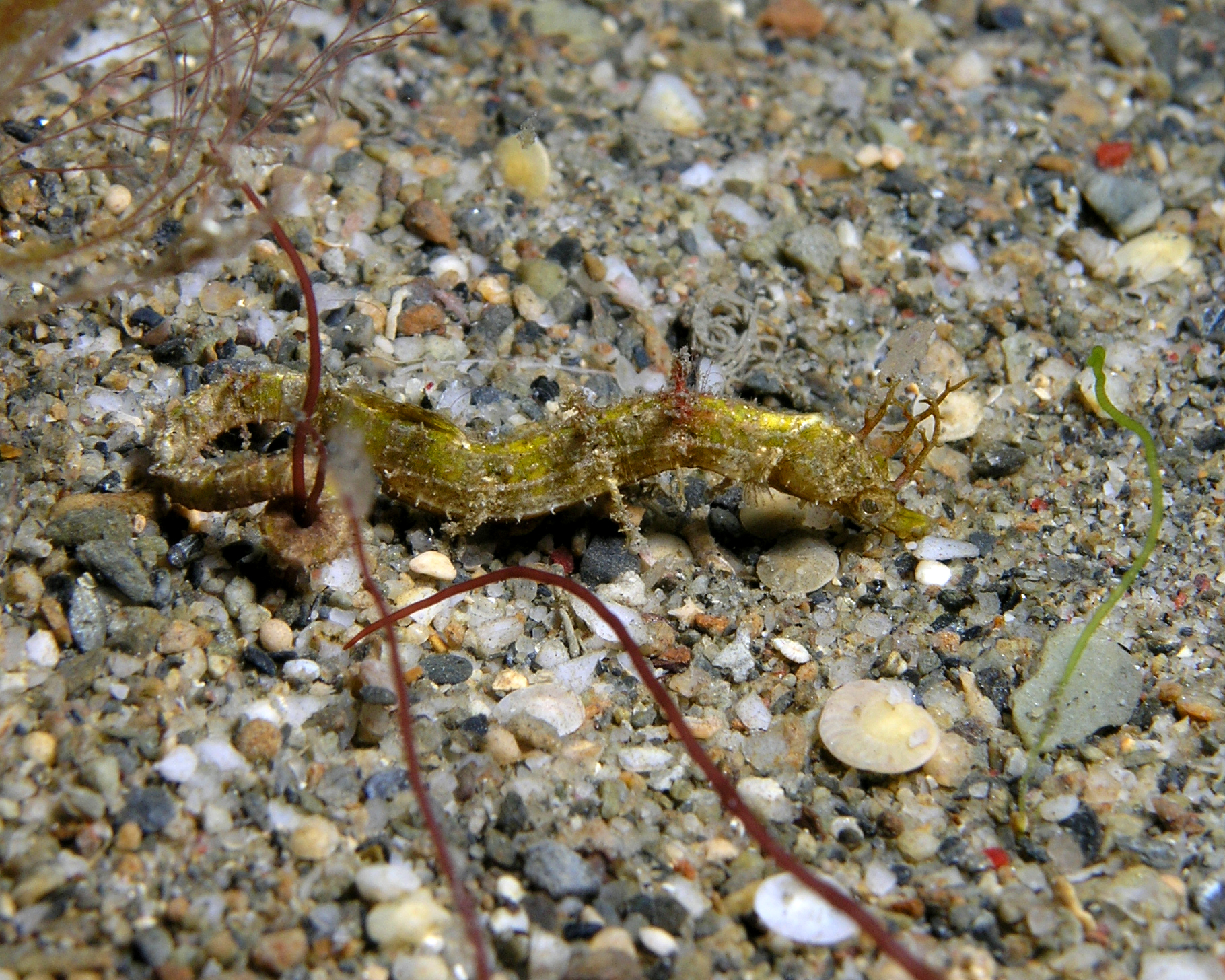